# 센다가야
센다가야(千駄ヶ谷)는 도쿄도 시부야구의 지명이다. 현재 행정지명은 센다가야1초메부터 센다가야6초메까지이다.
시부야구 북동부에 위치한다. 현재 센다가야 구역은 센다가야역 주변부터 북부는 신주쿠역 남쪽 출구 부근, 서부는 요요기역 동쪽 출구 부근까지이다.